# Траянов, Асен
Асен Василев Траянов (болг. Асен Василев Траянов; 7 августа 1885, Сливен — 2 августа 1940, София) — болгарский военный инженер (майор болгарской армии) и картограф, изучавший малоизвестные и малоизученные горные области Венесуэлы.

## Биография
Родился 7 августа 1885 года в Сливене. Родители — судья и учительница, выходцы из Вардарской Македонии. Братом был поэт Теодор Траянов (1882—1945). Окончил военное училище, 19 сентября 1906 был произведён в подпоручики. Начинал службу в 1-й инженерно-сапёрной дружине, 22 сентября 1909 произведён в поручики. Как военный инженер принимал участие в боевых действиях в Первой и Второй Балканских войнах в 1912—1913 годах, 1 ноября 1913 произведён в капитаны. С 1915 года на фронте Первой мировой войны, служил в Варненском укреплённом районе в составе 8-й сапёрной дружины.
16 сентября 1917 Траянов был произведён в майоры, а через год после окончания войны был уволен из армии в этом звании. Позднее он эмигрировал в Венесуэлу, сменив фамилию на Траханес (исп. Trajanes) и заступил на службу тамошнему правительству, получив от него распоряжение — составить топографическую карту юго-востока страны. Во время решения этой задачи он организовал несколько экспедиций в тропические горы около реки Ориноко и частично в Гвианское нагорье, исследовав столовую гору Рорайма («дьявольскую гору»).
В 1938 году он вернулся в Софию, оставив в Венесуэле свою жену и родившуюся в браке дочь Лидию. Траянов планировал организовать новую экспедицию в Венесуэлу, но начало Второй мировой войны поставило крест на этих планах. 2 августа 1940 Траянов скончался в Софии.